# Iaspis temesa
Iaspis temesa is een vlinder uit de familie van de Lycaenidae. De wetenschappelijke naam van de soort werd als Thecla temesa in 1868 gepubliceerd door William Chapman Hewitson.

## Synoniemen
- Iaspis purpurata Austin & Johnson, 1996